# 挨了耳光的男人
《挨了耳光的男人》，是1924年美国上映的一部电影，由维克多·斯约斯特洛姆執導 ，由朗·钱尼、瑙玛·希拉主演，该电影根据列昂尼德·安德烈耶夫的作品进行改编。 

## 電影內容
一个男爵赞助了一个科学家，但是当这个科学家取得成就的时候，这个男爵却剽窃其成果，并且科学家的妻子也离他而去。随后，这个科学家来到了一个马戏团，并成为了一个小丑。
五年后，一个伯爵的女儿喜欢上马戏团的一个演员，而这个伯爵为了利益，决定把女儿嫁给男爵，但是女儿不同意，最后伯爵和男爵一起死在了马戏团的狮子的口中，而那个伯爵的女儿喜欢的人最后也死在了心爱之人的身旁。

## 演员表
- 朗·钱尼
- 瑙玛·希拉
- 约翰·吉尔伯特
- 贝拉·卢戈西
- 福特·斯特林
- Erik Stocklassa
- 马克·麦克德莫特
- 塔利·马绍尔
- Ruth King
- Carrie Daumery
- 豪利本
- 爱德华·阿诺德 [5]

## 備註
1. ↑  .   [2022-02-14]. （原始内容存档于2022-02-14）.
2. ↑  《综艺影评》；1924 年 11 月 12 日，第 24 页。
3. ↑  哈里森的报道电影评论；1924 年 11 月 8 日，第 178 页。
4. ↑  .   [2022-02-14]. （原始内容存档于2021-02-09）.
5. ↑  .   [2022-02-14]. （原始内容存档于2022-02-16）.